# Watanabe Hidemaro
Watanabe Hidemaro (jap. 渡部 英麿; * 24. September 1924 in Hiroshima; † 12. Oktober 2011 ebenda) war ein japanischer Fußballnationalspieler.
Watanabe debütierte in einem WM-Qualifikationsspiel gegen die Auswahl Südkoreas. Dieses Spiel endete in Tokyo 2:2 unentschieden. Seinen zweiten Einsatz absolvierte er bei den Asienspielen 1954 gegen die Auswahl Indiens. Dieses Spiel ging mit 2:3 Toren verloren. Weitere Berufungen folgten nicht mehr.